# Sobór Narodzenia Bogurodzicy w Kozielcu

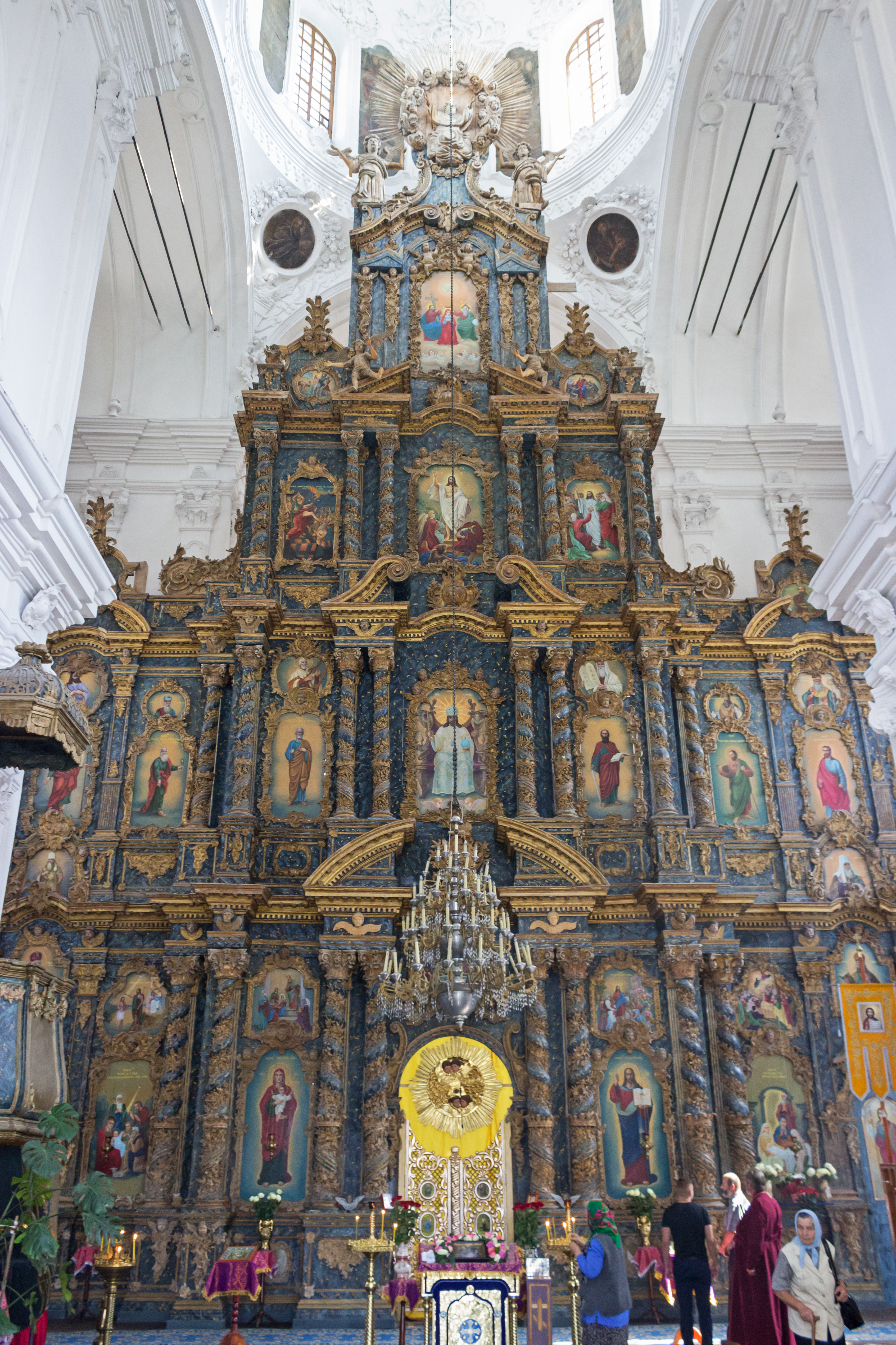
Wnętrze (2015)

Sobór Narodzenia Bogurodzicy (ukr. Собор Різдва Богородиці) – prawosławny sobór w Kozielcu, w jurysdykcji eparchii czernihowskiej Ukraińskiego Kościoła Prawosławnego Patriarchatu Moskiewskiego.

## Historia
Świątynia została wzniesiona w latach 1752–1763 z fundacji Aleksego i Cyryla Razumowskich w stylu barokowym. Autorem projektu cerkwi był Bartolomeo Rastrelli, pracami budowlanymi kierował Iwan Hryhorowicz-Barski i Andrij Kwasow. Historycy sztuki spierają się o to, kto miał największy wpływ na ostateczny wygląd świątyni. Freski we wnętrzu świątyni wykonał Hryhoryj Stecenko.
Cerkiew była czynna do 1934, gdy została zamknięta. W czasie II wojny światowej Niemcy urządzili w soborze stajnię, a następnie obóz jeniecki. Uszkodzone zostały kopuły cerkiewne i dzwonnica soboru. Po zakończeniu działań wojennych, w ZSRR, sobór nie został przywrócony do użytku liturgicznego, lecz zaadaptowany na magazyn żywności.

## Architektura

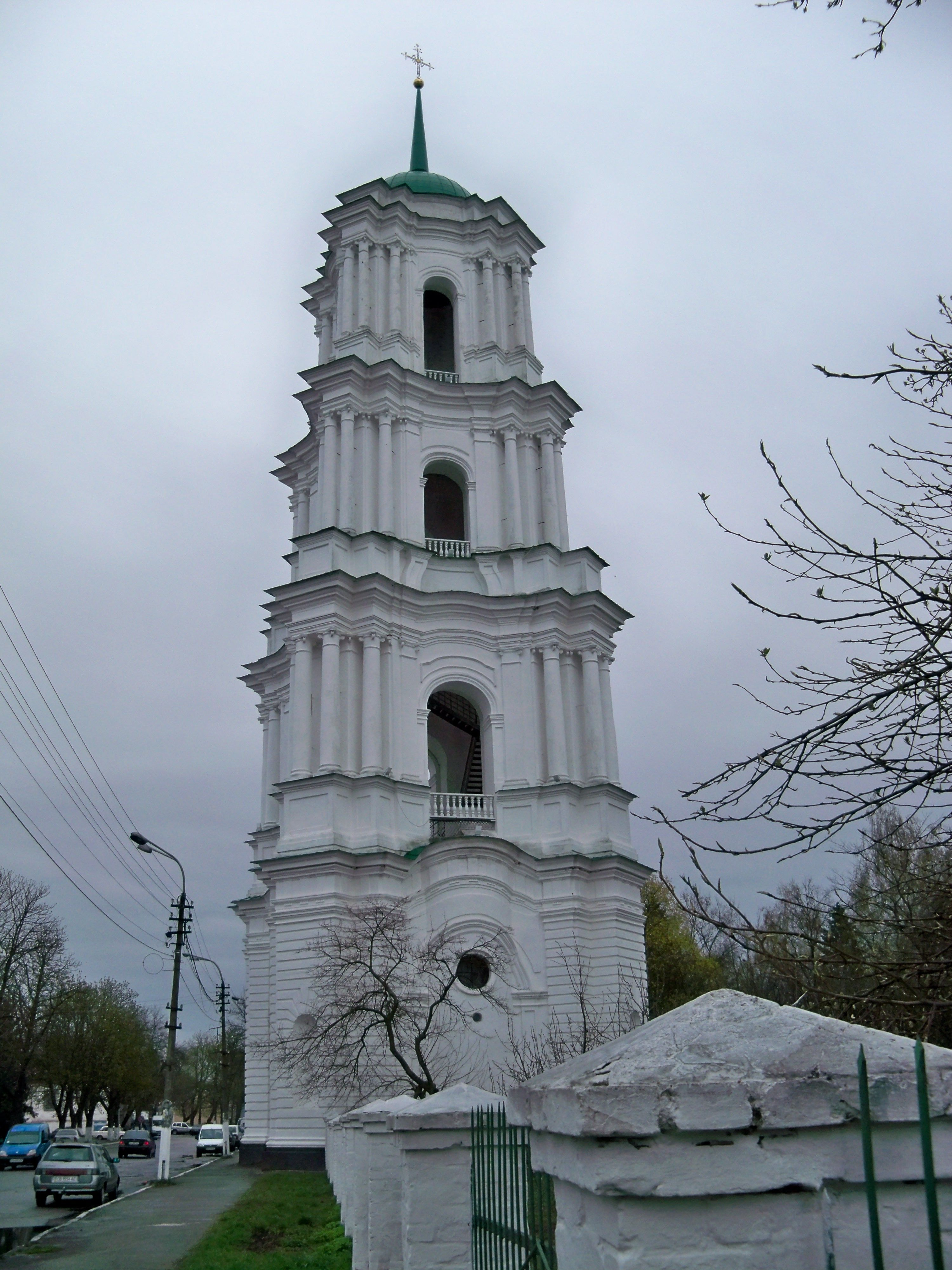
Dzwonnica

Jest to budowla pięciokopułowa, z trzema wejściowymi gankami krytymi dachami namiotowymi, wzniesiona na planie krzyża greckiego, naśladująca w rozplanowaniu drewniane cerkwie zrębowe. W cerkwi znajdują się cztery ołtarze: główny Narodzenia Matki Bożej, boczne Świętych Piotra i Pawła, Świętych Zachariasza i Elżbiety oraz Świętych Adriana i Natalii. Razumowscy zamierzali uczynić z cerkwi świątynię rodzinną.
Wyposażenie cerkwi wykonane zostało w stylu późnego europejskiego baroku. W 1753 powstał 27-metrowy ikonostas świątyni, pierwotnie złożony z 80 ikon (zachowało się 50) wykonanych przez Hryhorija Stecenkę. Konstrukcję ikonostasu wykonano we Włoszech, a jego wykonanie opłaciła caryca Elżbieta Romanowa. Ikonostas wykonany jest z drewna, jedynie carskie wrota wykute zostały w brązie. Przestrzenie między wizerunkami świętych i kolumny konstrukcji zdobione są motywami winogronowych liści i gron, całość była złocona, widoczne są także ozdobne główki aniołów. 
W dolnej cerkwi przechowywana jest pochodzący z góry Athos kopia Iwerskiej Ikony Matki Bożej.
W sąsiedztwie soboru znajduje się wolno stojąca dzwonnica. Jest to prawdopodobnie dzieło Hryhorowicza-Barskiego i Kwasowa powstałe w latach 1766–1770. Dzwonnica została zbudowana na planie kwadratu o boku 10 m, jest czwórkondygnacyjna, łącznie wznosi się na wysokość 50 m.